# John Morris (compositore)
John Leonard Morris (Elizabeth, 18 ottobre 1926 – Red Hook, 25 gennaio 2018) è stato un compositore statunitense.

## Biografia
È noto al pubblico soprattutto per la sua collaborazione con il regista Mel Brooks: ha composto le colonne sonore di tutti i suoi film, fatta eccezione per Robin Hood - Un uomo in calzamaglia e Dracula morto e contento.

## Premi
Premi Oscar
- 1975 candidatura all'Oscar per la miglior canzone: "Blazing Saddles" da Mezzogiorno e mezzo di fuoco
- 1981 candidatura all'Oscar per la miglior colonna sonora: The Elephant Man

## Filmografia
- Per favore, non toccate le vecchiette (The Producers), regia di Mel Brooks (1968)
- Giocatori d'azzardo (The Gamblers), regia di Ron Winston (1970)
- Il mistero delle dodici sedie (The Twelve Chairs), regia di Mel Brooks (1970)
- Mezzogiorno e mezzo di fuoco (Blazing Saddles), regia di Mel Brooks (1974)
- La rapina più pazza del mondo (Bank Shot), regia di Gower Champion (1974)
- Frankenstein Junior (Young Frankenstein), regia di Mel Brooks (1974)
- Il fratello più furbo di Sherlock Holmes (The Adventure of Sherlock Holmes' Smarter Brother), regia di Gene Wilder (1975)
- The Adams Chronicles - miniserie TV, 2 episodi (1976)
- L'ultima follia di Mel Brooks (Silent Movie), regia di Mel Brooks (1976)
- Io, Beau Geste e la legione straniera (The Last Remake of Beau Geste), regia di Marty Feldman (1977)
- Il più grande amatore del mondo (The World's Greatest Lover), regia di Gene Wilder (1977)
- Alta tensione (High Anxiety), regia di Mel Brooks (1977)
- NBC Special Treat - serie TV, 1 episodio (1978)
- ABC Afterschool Specials - serie TV, 1 episodio (1979)
- Una strana coppia di suoceri (The In-Laws), regia di Arthur Hiller (1979)
- Doctor Franken - film TV (1980)
- Frate Ambrogio (In God We Tru$t), regia di Marty Feldman (1980)
- The Elephant Man, regia di David Lynch (1980)
- The Mating Season - film TV (1980)
- La pazza storia del mondo (History of the World, Part I), regia di Mel Brooks (1981)
- Splendore nell'erba (Splendor in the Grass) - film TV (1981)
- The Electric Grandmother - film TV (1982)
- Tavolo per cinque (Table for Five), regia di Robert Lieberman (1983)
- The Scarlet Letter - miniserie TV, 1 episodio (1983)
- Ghost Dancing - film TV (1983)
- Barbagialla, il terrore dei sette mari e mezzo (Yellowbeard), regia di Mel Damski (1983)
- The Firm - serie TV (1983)
- Essere o non essere (To Be or Not To Be), regia di Alan Johnson (1983)
- Hvad er det nu den hedder? - serie TV (1984)
- La signora in rosso (The Woman in Red), regia di Gene Wilder (1984)
- Pericolosamente Johnny (Johnny Dangerously), regia di Amy Heckerling (1984)
- Il dottore e i diavoli (The Doctor and the Devils), regia di Freddie Francis (1985)
- Signori, il delitto è servito (Clue), regia di Jonathan Lynn (1985)
- American Masters - serie TV, 1 episodio (1986)
- Luna di miele stregata (Haunted Honeymoon), regia di Gene Wilder (1986)
- Fresno - miniserie TV, 5 episodi (1986)
- Dirty Dancing - Balli proibiti (Dirty Dancing), regia di Emile Ardolino (1987)
- Balle spaziali (Spaceballs), regia di Mel Brooks (1987)
- The Fig Tree - film TV (1987)
- Ironweed, regia di Héctor Babenco (1987)
- The Little Match Girl - film TV (1987)
- The Wash, regia di Michael Toshiyuki Uno (1988)
- Favorite Son - miniserie TV, 1 episodio (1988)
- Coach - serie TV, 1 episodio (1989)
- A.A.A. Detective chiaroveggente offresi (Second Sight), regia di Joel Zwick (1989)
- Stella, regia di John Erman (1990)
- L'ultimo Natale (The Last Best Year) - film TV (1990)
- Un difficile addio (The Last to Go) - film TV (1991)
- Che vita da cani! (Life Stinks), regia di Mel Brooks (1991)
- Per amore di mio figlio (Our Sons) - film TV (1991)
- Carolina Skeletons - film TV (1991)
- World War II: When Lions Roared - film TV (1994)
- Rossella (Scarlett) - miniserie TV, 4 episodi (1994)
- With God on Our Side: The Rise of the Religious Right in America - miniserie TV documentaristica (1996)
- Ellen Foster - film TV (1997)
- Only Love - film TV (1998)
- Murder in a Small Town - film TV (1999)
- The Lady in Question - film TV (1999)
- Broadway Legends - film TV documentaristico (2002)
- The Making of 'The Producers' - videodocumentario (2002)
- The Blackwater Lightship -film TV (2004)
- With God on Our Side: George W. Bush and the Rise of the Religious Right in America - film TV documentaristico (2004)
- Kansas to Kandahar, regia di Calvin Skaggs (2006)